# Oxalis camelopardalis
Oxalis camelopardalis är en harsyreväxtart som beskrevs av Salter. Oxalis camelopardalis ingår i släktet oxalisar, och familjen harsyreväxter. Inga underarter finns listade i Catalogue of Life.